# Spodoptera latifascia
Spodoptera latifascia är en fjärilsart som beskrevs av Walker 1856. Spodoptera latifascia ingår i släktet Spodoptera och familjen nattflyn. Inga underarter finns listade i Catalogue of Life.